# Corine Land Cover
Pour les articles homonymes, voir CLC.
 (juillet 2022).
Corine Land Cover (CLC) est une base de données européenne d’occupation biophysique des sols. Ce projet, lancé en 1985, est piloté par l'Agence européenne de l'environnement et couvre 39 États. Cette base de données est l'une des composantes du projet européen GMES et fait partie du champ de la directive européenne INSPIRE. 5 versions ont été produites : 1990, 2000, 2006, 2012 , 2018 et une nouvelle version est prévu pour début 2026. 

## Principe
Cette base d'images vectorielles est produite par photo-interprétation humaine d’images satellites (Landsat, SPOT, IRS, …) d’une précision de 20 à 25 mètres issues des satellites Sentinel-2 et Landsat-8 pour compléter les trous pour l'édition de 2018.
Schéma de principe de la photo-interprétation

## Applications
Les applications sont nombreuses dans le domaine de l'environnement ou de l'aménagement du territoire en croisant cette base avec d'autres données géographiques ou statistiques. Quelques exemples d'utilisation :
- analyse de l'occupation des sols et de son évolution ;
- analyse de l'artificialisation des sols ;
- analyse de la consommation d'espaces, extension des villes ;
- analyse Paysagère ;
- suivi des espaces protégés ;
- évolution de la forêt, impacts des tempêtes ;
- études d'impacts (autoroutes, lignes électriques, champs d'éoliennes…) ;
- évaluation des écosystèmes ;

## Nomenclature
La nomenclature a été élaborée afin de :
- cartographier l’ensemble du territoire de l’Union européenne
- connaître l’état de l’environnement
- ne pas comporter de postes ambigus

Elle privilégie l’occupation biophysique du sol à son utilisation en classant la nature des objets (cultures, forêts, surfaces en eau, ...) plutôt que leur fonction socio-économique.
Elle s’articule suivant trois niveaux, avec 44 postes au niveau 3, 15 au niveau 2 et 5 au premier niveau :
- 1 Territoires artificialisés
  - 11 Zones urbanisées
    - 111 Tissu urbain continu
    - 112 Tissu urbain discontinu

  - 12 Zones industrielles ou commerciales et réseaux de communication
    - 121 Zones industrielles et commerciales
    - 122 Réseaux routier et ferroviaire et espaces associés
    - 123 Zones portuaires
    - 124 Aéroports

  - 13 Mines, décharges et chantiers
    - 131 Extraction de matériaux
    - 132 Décharges
    - 133 Chantiers

  - 14 Espaces verts artificialisés, non agricoles
    - 141 Espaces verts urbains
    - 142 Équipements sportifs et de loisirs
- 2 Territoires agricoles
  - 21 Terres arables
    - 211 Terres arables hors périmètres d'irrigation
    - 212 Périmètres irrigués en permanence
    - 213 Rizières

  - 22 Cultures permanentes
    - 221 Vignobles
    - 222 Vergers et petits fruits
    - 223 Oliveraies

  - 23 Prairies
    - 231 Prairies

  - 24 Zones agricoles hétérogènes
    - 241 Cultures annuelles associées aux cultures permanentes
    - 242 Systèmes culturaux et parcellaires complexes
    - 243 Surfaces essentiellement agricoles, interrompues par des espaces naturels importants
    - 244 Territoires agro-forestiers
- 3 Forêts et milieux semi-naturels
  - 31 Forêts
    - 311 Forêts de feuillus
    - 312 Forêts de conifères
    - 313 Forêts mélangées

  - 32 Milieux à végétation arbustive ou herbacée
    - 321 Pelouses et pâturages naturels
    - 322 Landes et broussailles
    - 323 Végétation sclérophylle
    - 324 Forêt et végétation arbustive en mutation

  - 33 Espaces ouverts, sans ou avec peu de végétation
    - 331 Plages, dunes et sable
    - 332 Roches nues
    - 333 Végétation clairsemée
    - 334 Zones incendiées
    - 335 Glaciers et neiges éternelles
- 4 Zones humides
  - 41 Zones humides intérieures
    - 411 Marais intérieurs
    - 412 Tourbières

  - 42 Zones humides maritimes
    - 421 Marais maritimes
    - 422 Marais salants
    - 423 Zones intertidales
- 5 Surfaces en eau
  - 51 Eaux continentales
    - 511 Cours d'eau et voies d'eau
    - 512 Plans d'eau

  - 52 Eaux maritimes
    - 521 Lagunes littorales
    - 522 Estuaire
    - 523 Mers et océans

## Deux types de bases produits
- Les bases complètes, elles découpent le territoire en polygones de plus de 25 hectares ayant chacun un code de la nomenclature.
- Les bases de changements qui cartographient les changements de plus de 5 hectares intervenus entre deux dates. Chaque polygone de changement contient le code d’occupation du sol initial et final.

## Échelle d'utilisation
La base est dite à une échelle d’utilisation au 1/100 000.
Ce choix d’échelle est un compromis permettant un bon suivi de l’occupation du sol au niveau national ou européen avec des coûts et des délais de productions acceptables.
Cette donnée n’est donc pas adaptée à une utilisation à un niveau géographique fin, la commune par exemple.

## Données disponibles
Il existe des versions 1990, 2000, 2006, 2012 et 2018 ainsi que les bases de changements entre ces dates. La donnée est disponible gratuitement au niveau européen ou au niveau français. L'exploitation de ces données nécessite l'usage de logiciels SIG.

Le format de téléchargement est le SHP mais ces données sont aussi accessibles par services web (WMS).

## Dans les États concernés

### En France
La partie française de la base de données est réalisée par le Service de l'observation et des statistiques du Commissariat général au développement durable (CGDD) du Ministère de l'écologie (MEDDE).

## Exemple de carte CORINE Land Cover

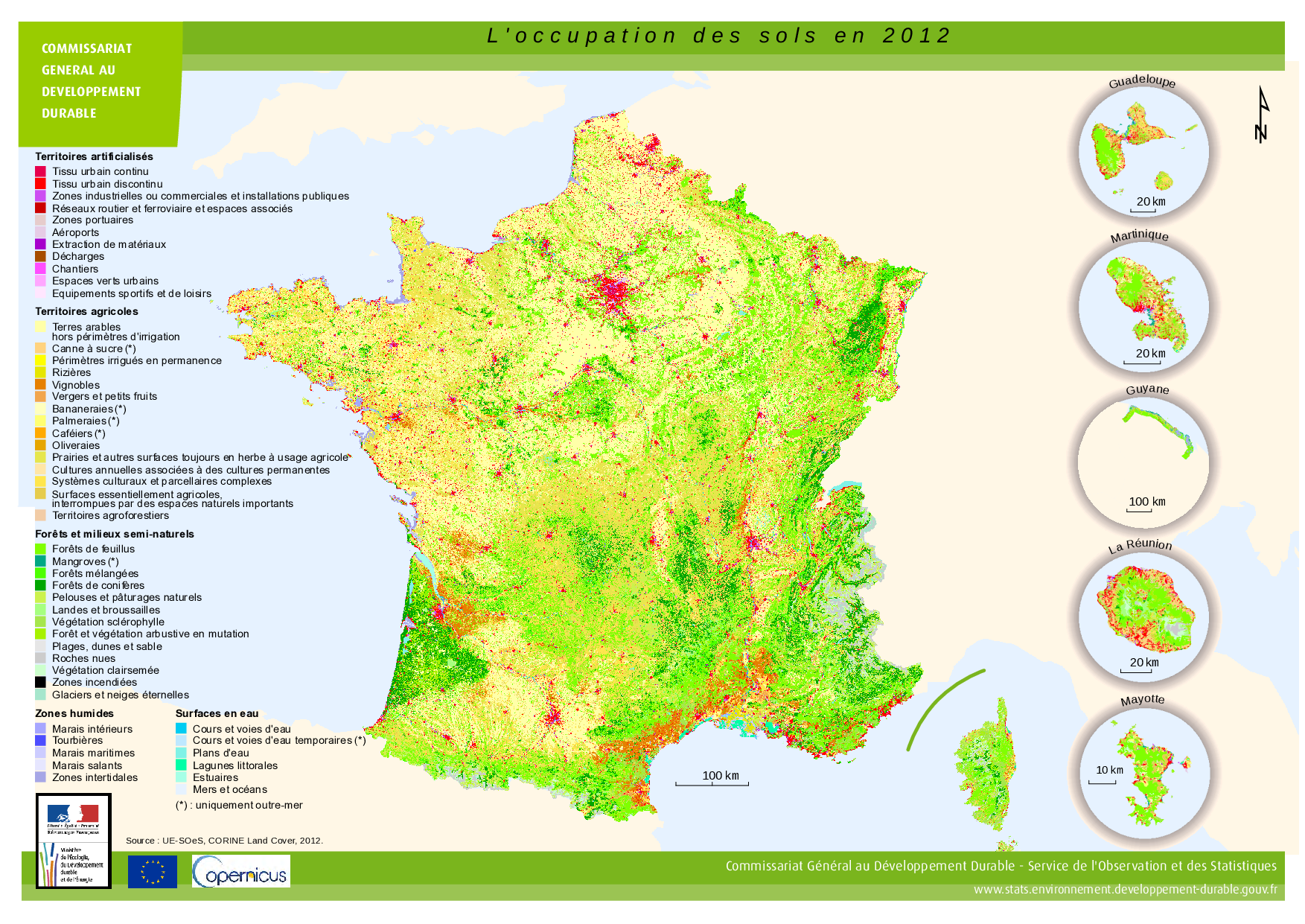
Occupation des sols en France en 2012, Corine Land Cover

#### Statistiques de l'occupation du sol en France
| Région                                                    | Territoires artificialisés | %       | Territoires agricoles | %       | Forêts et milieux semi-naturels | %       | Zones humides | %      | Surfaces en eau | %      | Total      | %        |
| --------------------------------------------------------- | -------------------------- | ------- | --------------------- | ------- | ------------------------------- | ------- | ------------- | ------ | --------------- | ------ | ---------- | -------- |
| Auvergne-Rhône-Alpes                                      | 402121,08                  | 5,70 %  | 3363113,79            | 47,50 % | 3248915,61                      | 45,90 % | 5377          | 0,10 % | 60164,78        | 0,80 % | 7079692,26 | 12,90 %  |
| Bourgogne-Franche-Comté                                   | 206442,81                  | 4,30 %  | 2835570,34            | 59,10 % | 1720281,35                      | 35,90 % | 5875,18       | 0,10 % | 29856,41        | 0,60 % | 4798026,09 | 8,74 %   |
| Bretagne                                                  | 201044,34                  | 7,30 %  | 2175203,17            | 79,40 % | 349426,28                       | 12,70 % | 6639,56       | 0,20 % | 8510,71         | 0,30 % | 2740824,04 | 4,99 %   |
| Centre-Val de Loire                                       | 173506,94                  | 4,40 %  | 2842667,94            | 72,00 % | 897578,87                       | 22,70 % | 1833,57       | 0,00 % | 31418,08        | 0,80 % | 3947005,41 | 7,19 %   |
| Corse                                                     | 22711,77                   | 2,60 %  | 98782,21              | 11,30 % | 748078,59                       | 85,40 % | 1585,78       | 0,20 % | 4818,57         | 0,60 % | 875976,92  | 1,60 %   |
| Grand Est                                                 | 347211,67                  | 6,00 %  | 3421262,84            | 59,30 % | 1951075,77                      | 33,80 % | 5956,97       | 0,10 % | 44259,88        | 0,80 % | 5769767,14 | 10,51 %  |
| Hauts-de-France                                           | 321815,14                  | 10,10 % | 2414995,64            | 75,40 % | 431415,64                       | 13,50 % | 16368,22      | 0,50 % | 16430,21        | 0,50 % | 3201024,86 | 5,83 %   |
| Normandie                                                 | 187376,08                  | 6,20 %  | 2418834,21            | 80,30 % | 386159,01                       | 12,80 % | 6278,46       | 0,20 % | 13272,07        | 0,40 % | 3011919,83 | 5,49 %   |
| Nouvelle-Aquitaine                                        | 398272,25                  | 4,70 %  | 5003123,73            | 58,80 % | 2980652,29                      | 35,00 % | 30954,34      | 0,40 % | 97870,34        | 1,10 % | 8510872,95 | 15,51 %  |
| Occitanie                                                 | 308192,93                  | 4,20 %  | 3761367,24            | 51,20 % | 3181638,69                      | 43,30 % | 26813,99      | 0,40 % | 63186,94        | 0,90 % | 7341199,79 | 13,37 %  |
| Pays de la Loire                                          | 224767,1                   | 6,90 %  | 2668019,1             | 82,40 % | 289599,72                       | 8,90 %  | 33522,14      | 1,00 % | 20486,79        | 0,60 % | 3236394,85 | 5,90 %   |
| Provence-Alpes-Côte d'Azur                                | 228567,72                  | 7,20 %  | 721124,3              | 22,80 % | 2138512,51                      | 67,50 % | 35534,14      | 1,10 % | 44839,39        | 1,40 % | 3168578,06 | 5,77 %   |
| Île-de-France                                             | 262851,91                  | 21,80 % | 646542,85             | 53,60 % | 282769,37                       | 23,40 % | 924,97        | 0,10 % | 13349,1         | 1,10 % | 1206438,2  | 2,20 %   |
| Total                                                     | 3284881,74                 | 5,98 %  | 32370607,36           | 58,98 % | 18606103,7                      | 33,90 % | 177664,32     | 0,32 % | 448463,27       | 0,82 % | 54887720,4 | 100,00 % |
| Source : Union européenne – SOeS, CORINE Land Cover, 2018 |                            |         |                       |         |                                 |         |               |        |                 |        |            |          |

|                                                           |                                 | 2012                       | 2012                  | 2012                            | 2012          | 2012            | 2012    |
|                                                           | Occupation du sol               | Territoires artificialisés | Territoires agricoles | Forêts et milieux semi-naturels | Zones humides | Surfaces en eau | Total   |
| --------------------------------------------------------- | ------------------------------- | -------------------------- | --------------------- | ------------------------------- | ------------- | --------------- | ------- |
| 2006                                                      | Territoires artificialisés      |                            | 2 085                 | 2 243                           |               | 743             | 5 071   |
| 2006                                                      | Territoires agricoles           | 75 229                     |                       | 2 253                           | 201           | 865             | 78 918  |
| 2006                                                      | Forêts et milieux semi-naturels | 11 980                     | 4 579                 |                                 | 68            | 110             | 16 738  |
| 2006                                                      | Zones humides                   | 39                         |                       | 51                              |               | 8               | 98      |
| 2006                                                      | Surfaces en eau                 | 28                         | 34                    | 46                              | 44            |                 | 152     |
| 2006                                                      | Total                           | 87 346                     | 6 698                 | 4 892                           | 313           | 1 727           | 100 976 |
| Source : Union européenne – SOeS, CORINE Land Cover, 2012 |                                 |                            |                       |                                 |               |                 |         |